# Fabien Antunes
Fabien Antunes (19 novembre 1991) è un calciatore francese, difensore svincolato.

## Caratteristiche tecniche
È un terzino sinistro.

## Carriera
Cresciuto nelle giovanili del JA Drancy, ha esordito in il 16 febbraio 2011 in un match pareggiato 0-0 contro il Le Havre 2.

## Statistiche

### Presenze e reti nei club
Statistiche aggiornate al 30 gennaio 2017.
| Stagione         | Squadra          | Campionato       | Campionato | Campionato | Coppe nazionali | Coppe nazionali | Coppe nazionali | Coppe continentali | Coppe continentali | Coppe continentali | Altre coppe | Altre coppe | Altre coppe | Totale | Totale | Totale |
| Stagione         | Squadra          | Comp             | Pres       | Reti       | Comp            | Pres            | Reti            | Comp               | Pres               | Reti               | Comp        | Pres        | Reti        | Pres   | Reti   |        |
| ---------------- | ---------------- | ---------------- | ---------- | ---------- | --------------- | --------------- | --------------- | ------------------ | ------------------ | ------------------ | ----------- | ----------- | ----------- | ------ | ------ | ------ |
| 2010-2011        | JA Drancy        | CFA              | 5          | 0          | CF              | 0               | 0               |                    | -                  | -                  |             | -           | -           | 5      | 0      |        |
| 2011-2012        | JA Drancy        | CFA              | 22         | 1          | CF              | 0               | 0               |                    | -                  | -                  |             | -           | -           | 22     | 1      |        |
| 2012-2013        | JA Drancy        | CFA              | 23         | 2          | CF              | 0               | 0               |                    | -                  | -                  |             | -           | -           | 23     | 2      |        |
| Totale JA Drancy | Totale JA Drancy | Totale JA Drancy | 50         | 3          |                 | 0               | 0               |                    | -                  | -                  |             | -           | -           | 50     | 3      |        |
| 2013-2014        | Red Star         | N                | 13         | 0          | CF+CdL          | 0               | 0               |                    | -                  | -                  |             | -           | -           | 13     | 0      |        |
| 2014-2015        | Virton           | D2               | 33         | 2          | CB              | 0               | 0               |                    | -                  | -                  |             | -           | -           | 33     | 2      |        |
| 2015-2016        | Ostenda          | D1               | 7          | 0          | CB              | 1               | 0               |                    | -                  | -                  |             | -           | -           | 8      | 0      |        |
| 2016-2017        | Ostenda          | D1               | 17         | 0          | CB              | 1               | 0               |                    | -                  | -                  |             | -           | -           | 18     | 0      |        |
| Totale Ostenda   | Totale Ostenda   | Totale Ostenda   | 24         | 0          |                 | 2               | 0               |                    | -                  | -                  |             | -           | -           | 26     | 0      |        |
| 2017-2018        | Sint-Truiden     | D1               | 10         | 0          | CB              | 2               | 0               |                    | -                  | -                  |             | -           | -           | 12     | 0      |        |
| Totale carriera  | Totale carriera  | Totale carriera  | 130        | 5          |                 | 4               | 0               |                    | -                  | -                  |             | -           | -           | 134    | 5      |        |